# Alcaná
Alcaná (El Canar, en catalán ribagorzano) es un despoblado de España del municipio de Peralta de Calasanz, en la Litera, provincia de Huesca, Aragón.

## Etimología
El topónimo deriva de El Canar: depresión entre dos alturas.

## Historia
Formó parte del municipio de Gabasa hasta 1970, cuando este se integró al de Peralta de Calasanz, actualmente apenas quedan restos de la localidad tras la repoblación de la zona con pinos.